# Segunda División del Ejército (Bolivia)
La Segunda División del Ejército es una de las diez divisiones del Ejército de Bolivia. Con dirección a la frontera entre Bolivia y Chile, su misión es la conducción de operaciones militares. También, realiza tareas de defensa civil. Su base es la ciudad de Oruro, provincia de Cercado, departamento de Oruro.

## Historia
En 1932, la División se componía por un regimiento de infantería, uno de caballería, uno de artillería y otro de comunicaciones.
En la segunda mitad de la década de 1970, el Ejército de Bolivia adoptó una organización que incorporó cuatro cuerpos de ejército. La Segunda División integró el I Cuerpo de Ejército hasta la disolución de este en los años noventa. Por entonces, la División se componía por cinco regimientos de infantería, un batallón blindado, un regimiento de artillería y una agrupación antiaérea.

## Organización
Las unidades dependientes son:
- el Regimiento de Infantería 21;
- el Regimiento de Infantería 22;
- el Regimiento de Infantería 25;
- el Regimiento de Caballería 8;
- el Regimiento de Artillería 1;
- el Batallón de Ingeniería VII;
- y el Regimiento de Satinadores.